# Isoleucina
La isoleucina (abreviada Ile o I) es uno de los aminoácidos naturales más comunes, además de ser uno de los aminoácidos esenciales para el ser humano (el organismo no lo puede sintetizar). 
Su composición física es casi idéntica a la de la leucina, variando únicamente por la colocación de sus átomos que es ligeramente diferente, dando lugar a propiedades diferentes; su cadena lateral es no polar (por tanto hidrofóbica), un grupo sec-butilo (1-metilpropilo).
La isoleucina fue descubierta en 1904 por el químico alemán Félix Ehrlich, en los solubles de melazas.

## Metabolismo

### Biosíntesis
Siendo esencial a nuestro cuerpo, ya que no lo podemos sintetizar en cantidades viables, debe ser digerido como un componente de la dieta, normalmente en forma de proteínas. En plantas y microorganismos, es sintetizado por una vía de varios pasos, comenzando por el ácido pirúvico y α-cetoglutarato. Las enzimas involucradas en su biosíntesis incluyen:
- Acetolactato sintasa (también conocido como Ácido Aetohidroxi Sintetasa)
- Dihidroxi-ácido deshidratasa
- Valina aminotransferasa

### Catabolismo
La isoleucina es un aminoácido tanto glucogénico como cetogénico. Después de una transaminación con α-cetoglutarato, el esqueleto de carbón puede ser convertido en succinil CoA, y entregado al ciclo del ácido tricarboxílico para oxidación o conversión en oxaloacetato para la glucogénesis. También puede ser convertido en acetil CoA y entregado al ciclo del ácido tricarboxilico al condensarse con oxaloacetato para formar Citrato. En mamíferos, el acetil CoA no puede ser revertido a un carbohidrato, pero puede ser usado para sintetizar cuerpos cetónicos o ácidos grasos, por lo que es cetógeno.

### Enfermedades metabólicas
La degradación de la isoleucina está alterada en las siguientes enfermedades metabólicas:
- Acidemia metilmalónica
- Acidemia propiónica
- Aciduria malónica y metilmalónica combinada (CMAMMA)
- Enfermedad del jarabe de arce